# Tekodontozaury
Tekodontozaury (Thecodontosauridae) – rodzina dinozaurów z grupy prozauropodów
Żyły w okresie środkowego i późnego triasu (ok. 230-200 mln lat temu) na terenach obecnej Europy, Afryki i Australii. Długość ciała do 1-2 m.
Rodzaje tekodontozaurów:
- agrozaur
- tekodontozaur